# Københavns Omegns Storkreds
Københavns Omegns Storkreds er en valgkreds i Landsdel Hovedstaden.
Storkredsen er oprettet i 2007. Den omfatter det meste af den tidligere Københavns Amtskreds. Dog er de tidligere kommuner mod nord (Ledøje-Smørum, Værløse og Søllerød) overført til Nordsjællands Storkreds, mens den tidligere Amagerkredsen er overført til Københavns Storkreds.

## Opstillingskredse
I forbindelse med Strukturreformen er der sket ændringer i inddelingen af opstillingskredse. Storkredsen består af følgende otte opstillingskredse:
1. Gentoftekredsen
2. Lyngbykredsen
3. Gladsaxekredsen
4. Rødovrekredsen
5. Hvidovrekredsen
6. Brøndbykredsen
7. Taastrupkredsen
8. Ballerupkredsen

## Valgresultater siden 2007
| Parti                                       | Stemmer | %    | +/-  | Mandater | +/- | Valgte                                                                        |
| ------------------------------------------- | ------- | ---- | ---- | -------- | --- | ----------------------------------------------------------------------------- |
| Socialdemokratiet                           | 83.264  | 27,6 | +1,8 | 5        | +1  | Mattias Tesfaye, Morten Bødskov, Jeppe Bruus, Kasper Sand Kjær, Maria Durhuus |
| Moderaterne                                 | 32.402  | 10,8 | ny   | 2        | ny  | Monika Rubin, Rasmus Lund-Nielsen                                             |
| Venstre, Danmarks Liberale Parti            | 30.791  | 10,2 | -7,0 | 1        | -2  | Karen Ellemann                                                                |
| SF - Socialistisk Folkeparti                | 28.681  | 9,5  | +0.1 | 1        | -   | Sigurd Agersnap                                                               |
| Liberal Alliance                            | 24.172  | 8,0  | +5,4 | 1        | +1  | Steffen Larsen                                                                |
| Det Konservative Folkeparti                 | 21.778  | 7,2  | -2,2 | 1        | -   | Rasmus Jarlov                                                                 |
| Enhedslisten - De Rød-Grønne                | 16.188  | 5,4  | -1,8 | 1        | -   | Søren Søndergaard                                                             |
| Radikale Venstre                            | 15.266  | 5,1  | -5,8 | 1        | -1  | Sofie Carsten Nielsen                                                         |
| Danmarksdemokraterne - Inger Støjberg       | 11.357  | 3,8  | ny   | 1        | ny  | Charlotte Munch                                                               |
| Dansk Folkeparti                            | 11.026  | 3,7  | -4,6 | 1        | -   | Morten Messerschmidt                                                          |
| Alternativet                                | 8.992   | 3,0  | -0,1 | 0        | -1  |                                                                               |
| Nye Borgerlige                              | 8.818   | 2,9  | +0,6 | 0        | -   |                                                                               |
| Frie Grønne, Danmarks Nye Venstrefløjsparti | 6.949   | 2,3  | ny   | 0        | ny  |                                                                               |
| Kristendemokraterne                         | 1.129   | 0,4  | -0,5 | 0        | -   |                                                                               |
| Uden for partierne                          | 392     | 0,1  |      | 0        |     |                                                                               |
| I alt                                       | 301.205 |      |      | 15       | +1  |                                                                               |

| Parti                            | Stemmer | Pct. | +/-   | Mandater | +/- | Valgte                                                         |
| -------------------------------- | ------- | ---- | ----- | -------- | --- | -------------------------------------------------------------- |
| Socialdemokratiet                | 79.845  | 25,8 | -3,3  | 4        | -   | Mattias Tesfaye, Morten Bødskov, Jeppe Bruus, Kasper Sand Kjær |
| Venstre, Danmarks Liberale Parti | 53.355  | 17,2 | +2,4  | 3        | +1  | Karen Ellemann, Mads Fuglede, Kim Valentin                     |
| Radikale Venstre                 | 33.638  | 10,9 | +5,5  | 2        | +1  | Sofie Carsten Nielsen, Stinus Lindgreen                        |
| SF - Socialistisk Folkeparti     | 29.101  | 9,4  | +4,7  | 1        | -   | Ina Strøjer-Schmidt                                            |
| Det Konservative Folkeparti      | 28.994  | 9,4  | +4,9  | 1        | -   | Rasmus Jarlov                                                  |
| Dansk Folkeparti                 | 25.419  | 8,2  | -11,9 | 1        | -2  | Pia Kjærsgaard                                                 |
| Enhedslisten - De Rød-Grønne     | 22.400  | 7,2  | -1,0  | 1        | -   | Søren Søndergaard                                              |
| Alternativet                     | 9.535   | 3,1  | -1,3  | 1        | -   | Sikandar Siddique                                              |
| Liberal Alliance                 | 7.916   | 2,6  | -5,8  | 0        | -1  |                                                                |
| Nye Borgerlige                   | 7.144   | 2,3  | ny    | 0        | ny  |                                                                |
| Stram Kurs                       | 5.914   | 1,9  | ny    | 0        | ny  |                                                                |
| Kristendemokraterne              | 2.930   | 0,9  | +0,5  | 0        | -   |                                                                |
| Klaus Riskær Pedersen            | 2.481   | 0,8  | ny    | 0        | ny  |                                                                |
| Udenfor partierne                | 885     | 0,3  | +0,1  | 0        | -   |                                                                |
| I alt                            | 309.557 |      |       | 14       | -1  |                                                                |

| Parti                            | Stemmer | Pct. | +/-  | Mandater | +/- | Valgte                                                               |
| -------------------------------- | ------- | ---- | ---- | -------- | --- | -------------------------------------------------------------------- |
| Socialdemokratiet                | 90.361  | 29,1 | +3,4 | 4        | -   | Mette Frederiksen, Mattias Tesfaye, Mogens Lykketoft, Morten Bødskov |
| Dansk Folkeparti                 | 62.419  | 20,1 | +7,3 | 3        | +1  | Pia Kjærsgaard, Mikkel Dencker, Kenneth Kristensen Berth             |
| Venstre, Danmarks Liberale Parti | 46.092  | 14,8 | -7,3 | 2        | -1  | Karen Ellemann, Morten Løkkegaard                                    |
| Liberal Alliance                 | 25.982  | 8,4  | +3,1 | 1        | -   | Joachim B. Olsen                                                     |
| Enhedslisten - De Rød-Grønne     | 35.364  | 8,2  | +0,9 | 1        | -   | Søren Søndergaard                                                    |
| Radikale Venstre                 | 16.710  | 5,4  | -5,3 | 1        | -1  | Sofie Carsten Nielsen                                                |
| SF - Socialistisk Folkeparti     | 14.619  | 4,7  | -4,1 | 1        | -   | Holger K. Nielsen                                                    |
| Det Konservative Folkeparti      | 13.840  | 4,5  | -2,4 | 1        | -   | Rasmus Jarlov                                                        |
| Alternativet                     | 13.575  | 4,4  | ny   | 1        | ny  | Ulla Sandbæk                                                         |
| Kristendemokraterne              | 1.365   | 0,4  | +0,1 | 0        | -   |                                                                      |
| Udenfor partierne                | 485     | 0,2  | +0,1 | 0        | -   |                                                                      |
| I alt                            | 310.812 |      |      | 15       | -   |                                                                      |

| Parti                            | Stemmer | Pct. | +/- | Mandater | +/- | Valgte                                                                       |
| -------------------------------- | ------- | ---- | --- | -------- | --- | ---------------------------------------------------------------------------- |
| Socialdemokratiet                | 81.557  | 25,7 |     | 4        | -   | Mette Frederiksen, Mogens Lykketoft, Morten Bødskov, Sophie Hæstorp Andersen |
| Venstre, Danmarks Liberale Parti | 69.948  | 22,1 |     | 3        | -   | Karen Ellemann, Gitte Lillelund Bech, Eyvind Vesselbo                        |
| Dansk Folkeparti                 | 40.044  | 12,8 |     | 2        | -   | Søren Espersen, Mikkel Dencker                                               |
| Radikale Venstre                 | 33.992  | 10,7 |     | 2        | +1  | Sofie Carsten Nielsen, Nadeem Farooq                                         |
| SF - Socialistisk Folkeparti     | 27.767  | 8,8  |     | 1        | -1  | Holger K. Nielsen                                                            |
| Enhedslisten - De Rød-Grønne     | 23.221  | 7,3  |     | 1        | -   | Frank Aaen                                                                   |
| Det Konservative Folkeparti      | 21.763  | 6,9  |     | 1        | -1  | Benedikte Kiær                                                               |
| Liberal Alliance                 | 16.703  | 5,3  |     | 1        | +1  | Joachim B. Olsen                                                             |
| Kristendemokraterne              | 1.086   | 0,3  |     | 0        | -   |                                                                              |
| Udenfor partierne                | 247     | 0,1  |     | 0        | -   |                                                                              |
| I alt                            | 319.905 |      |     | 15       | -   |                                                                              |

| Parti                            | Stemmer | Procent | Mandater | Valgte                                                                       |
| -------------------------------- | ------- | ------- | -------- | ---------------------------------------------------------------------------- |
| Socialdemokratiet                | 85.821  | 27,6    | 4        | Mette Frederiksen, Mogens Lykketoft, Morten Bødskov, Sophie Hæstorp Andersen |
| Venstre, Danmarks Liberale Parti | 60.395  | 19,5    | 3        | Bertel Haarder, Karen Ellemann, Gitte Lillelund Bech                         |
| Dansk Folkeparti                 | 45.440  | 14,6    | 2        | Søren Espersen, Mikkel Dencker                                               |
| SF - Socialistisk Folkeparti     | 41.235  | 13,3    | 2        | Holger K. Nielsen, Hanne Agersnap                                            |
| Det Konservative Folkeparti      | 40.897  | 13,2    | 2        | Connie Hedegaard, Charlotte Dyremose                                         |
| Radikale Venstre                 | 17.075  | 5,5     | 1        | Morten Helveg Petersen                                                       |
| Ny Alliance                      | 10.294  | 3,3     | 0        |                                                                              |
| Enhedslisten - De Rød-Grønne     | 7.832   | 2,5     | 1        | Frank Aaen                                                                   |
| Kristendemokraterne              | 1.487   | 0,5     | 0        |                                                                              |
| Udenfor partierne                | 39      | 0,0     | 0        |                                                                              |
| I alt                            | 310.515 |         | 15       |                                                                              |